# Норманско освајање Енглеске
Норманско освајање Енглеске је освајање енглеског краљевства, које је извео Вилијам Освајач 1066. после битке код Хастингса.
То је значајна прекретница енглеске историје. Енглеска је отада значајније повезана са континенталном Европом и формирана је једна од најмоћнијих монархија у Европи. Створен је један од најсофистициранијих система власти у Европи.
Промењен је енглески језик и култура и постављен је темељ за каснији дугогодишњи англо-француски сукоб.
То је било последње успешно освајање Енглеске.

## Позадина

### Нормани у Нормандији
Нормандија је подручје северозападне Француске, које су Викинзи почели насељавати још 911. године. Француски краљ Карло III Прости је дозволио групи Викинга под вођством Ролона да се населе у северну Француску, са идејом да они постану заштита од других будућих викиншких инвазија. То се показало као добра идеја и Викинзи тог подручја су познати као Нормани, а читава та регија је добила по њима име Нормандија. Француски краљ им 944. додељује области које су населили у трајан посед, па се формира војводство Нормандија.
Нормани су брзо прихватили француску културу, одбацили су паганизам и прешли на хришћанство. Прихватили су локалну верзију француског и додали су норманске црте, тако да се створила норманска верзија француског језика. Са локалним становништвом су се мешали и ородили. Користили су територије добијене од француског краља, као базу за ширење према Холандији, па анектирају околне територије, укључујући каналска острва.

### Едвард Исповедник умире без мушких наследника
У међувремену, у Енглеској Викинзи су појачали нападе, а 991. англо-саксонски краљ Етелред II жени се ћерком војводе од Нормандије.
Викиншки напади на Енглеску су били толико јаки да 1013. англо-саксонски краљ бежи и проводи 30 година у Нормандији.
Енглеском поново влада англо-саксонски краљ Едвард Исповедник од 1042. до 1066. који умире без наследника. Због тога три различите стране почињу полагати претензије на трон:
- Харалд III Норвешки, који је био у крвном сродству са бившим краљем
- Вилијам Копиле Освајач је војвода Нормандије и у крвном сродству је са енглеским краљевима и
- Харолд Годвинсон који је изабран на традиционални начин, на сабору властеле и свештенства.

Између тројице претендената почињу сукоби.

## Освајање Енглеске
Краљ Харалд III Норвешки напао је северну Енглеску у септембру 1066. и новоизабраном краљу Харолду остало је мало времена да скупи војску потребну за одбрану. Ипак новоизабрани краљ Харолд је успео да изненади Викинге у бици на Стамфорд бриџу 25. септембра 1066. године. Краљ Харалд III Норвешки је убијен у тој бици, а Викинзима је то била последња инвазија на Енглеску. Била је то пирова победа која је битно ослабила и разбила англо-саксонску војску.
У међувремену, Вилијам Копиле Освајач скупио је флоту од 600 бродова и војску од 7.000 људи. Вилијам Освајач је регрутовао војнике не само из своје Нормандије, него и из околних подручја, из Холандије и Немачке. Многи су били другорођени или трећерођени синови, којима је остајало мало или нимало наследства. Вилијам Освајач им обећава да ће бити награђени земљом и статусом, ако купе властитог коња, оклоп и оружје и придруже се његовом походу.

### Битка код Хејстингса
Након одлагања од неколико седмица услед невремена искрцали се се на југу Енглеске, неколико дана након победе Харолда над Викинзима. Искрцали су се 28. септембра 1066. у Сасексу. Близу Хастингса, Вилијам Освајач је направио дрвени дворац као своју базу. Избор базе је представљао директан прст у око краљу Харолду, пошто је то било лично подручје краља Харолда. 
У бици код Хастингса 14. октобра 1066, Нормани су победили, краљ Харолд је убијен, а Саксонци су побегли.
После те битке Вилијам Освајач је кренуо кроз Кент према Лондону. Избегавајући Лондон дошао је долином Темзе до утврђеног саксонског града Валингфорда у Оксфордширу, где се саксонски господар града Вигод потчињава Вилијаму Освајачу. Ту је значајно да се надбискуп Кантерберија Стиганд такође потчињава Вилијаму. Док је очекивао да се потчини и Лондон, Вилијам Освајач се кретао североисточно до Хартфордшира, где се преостали саксонски племићи предају његовој власти. Коначно је проглашен краљем при крају октобра, а крунисан је 25. децембра 1066. у Вестминстерској опатији.
Југ Енглеске је брзо признао новог краља, а на северу је трајао отпор до 1072, када је Вилијам Освајач угушио и тај отпор замењујући у побуњеним подручјима англо-саксонско племство норманским господарима. У Јоркширу је постигао споразум по коме су локални саксонски племићи могли задржати земљу у замену за избегавање побуна.

## Контрола Енглеске
Када су једном заузели Енглеску Нормани се суочавају са низом изазова. Нормана је било веома мало у поређењу са локалним становништвом. Процењује се да је било само 5.000 норманских витезова. Претходни англо-саксонски господари су били навикнути да буду потпуно независни од централне власти, што је било супротно од норманске централизоване власти. Због жеље за независношћу од централне власти избијају сукоби. Нови нормански господари би градили замкове као упориште у случају побуне, а и за контролу целог краја.
Ако би неко од англо-саксонских господара одбио да призна легитимитет Вилијама Освајача, одузела би му се земља и титула. Земља би се поделила новим норманским господарима. На тај начин су Нормани потиснули локалну аристократију.
Није било лако ни одржавати норманску лојалност. Одржање Нормана заједно као лојалне групе било је веома значајно, јер би било какви сукоби међу њима дали шансу домаћима да се ослободе Освајача. Вилијам Освајач је зато Норманима давао земљу у мањим комадима и раштркану географски и по Енглеској и по Нормандији. Ако би се неко побунио против њега, не би могао бранити своје поседе, који су географски јако раштркани.
Али таква политика касније доводи до груписања племића, њихове организације као класе, што се другде није дешавало.

## Значај
- англо-нормански језик
Једна од најзначајнијих промена је било увођење романског англо-норманског језика као језика владајуће класе у Енглеској. Тај језик је задржао свој престиж следећих 300 година и има велики значај за модерни енглески језик. Енглески језик је изгубио много германског вокабулара, али је задржао германску структуру реченица.
- губитак англо-саксонске аристократије
Друга директна последица Норманског освајања је готово потпуно ишчезавање англо-саксонске аристократије и губитак англо-саксонске контроле над црквом. Како је Вилијам Освајач покорио побуњенике тако им је узео земљу и дао их норманским саборцима. Већ око 1096. нема више ниједног бискупа, који би био Англо-Саксонац.

Ниједан други средњовековни освајачки поход није тако драматично погодио владајућу класу. Вилијам Освајач је постао изузетно популаран међу Норманима освајачима, јер им је дао огромне земље на управљање. Његове награде су биле и база за консолидацију властите моћи. Сваки нови земљопоседник, који је добио земљу од краља био је дужан да сагради замак и да потчини локално становништво.

## Систем власти
Чак и пре доласка Нормана Англо-Саксонци су имали један од најпрофињенијих система власти тога времена. Цела Енглеска је била подељена у јединице подједнаке величине и облика зване „шер“ (енгл. Shire). Тим јединицама су управљали шерифи. Те административне јединице су биле аутономне и није било велике координације међу њима. Англо-Саксонци су користили писану документацију, што је у то доба било неуобичајено за краљеве у Европи који су користили речи уместо папира.
Англо-Саксонци су успоставили стално седиште власти, што је такође доста одступало од средњовековних влада, које су биле у покрету или су мењале позицију. У Винчестеру је успостављен стални трезор, па су ту почели да се гомилају бирократија и архив.
Тај облик власти наслеђују Нормани. Нормани то унапређују централизацијом система административних јединица. Године 1085, Вилијам Освајач је извршио попис становништва и имовине, што је био први такав попис у Европи након доба Римљана. Попис је омогућио увођење ефикасног опорезивања. Рачуноводство се битно унапређује и лоцира се у Винчестеру.
Нормани су владали из Нормандије. Нису владали из Енглеске. Тако је и Вилијам Освајач оставио рођака да влада Енглеском у његово име, а он сам се вратио у Нормандију. С друге стране Нормани су у Енглеској градили катедрале и замкове.

## Англо-нормански и француски односи
После Норманског освајања Енглеске односи са Француском се компликују. Нормани су још држали поседе у Нормандији и тиме су били још увек вазали француског краља. У исто време они су били једнаки француском краљу, јер су сами били краљеви Енглеске. Око 1150, када се формирало Анжујско царство, Нормани су контролисали пола Француске и Енглеску, чиме су били јачи од Француске, али ипак и даље су били француски вазали. До кризе је дошло 1216, када је француски краљ Филип II Август заузео све Норманске и Анжујске поседе у Француској осим Гаскоње. То касније доводи до Стогодишњег рата.
Током живота Вилијама Освајача, његови велика територијална ширења изазвала су велики аларм не само код француског краља, него и код грофова Анжу и Фландрије.